# Anton Pieter Maarten Lafeber
Anton Pieter Maarten Lafeber (Gouda, 14 maart 1893 - Capelle aan den IJssel, 17 januari 1972) was de schrijver van een standaardwerk over het Goudse dialect.

## Beknopte biografie
Lafeber werd geboren als zoon van Pieter Lafeber en Maartje Broekhuizen. Zijn vader was touwspinner en klerenbleker. Zijn moeder overleed toen hij vijf jaar was. Hij was op de lagere school een goede leerling, maar moest die school voortijdig verlaten om bij te kunnen dragen in het gezinsinkomen. Aanvankelijk was hij houtdraaier, begon een eigen zaakje, maar kwam in de crisisjaren in dienst bij de gemeente. Hij werd incasseerder van het spaarfonds en bezocht de klanten van het fonds aan huis. Zijn interesse voor taal was al op jonge leeftijd aanwezig. Tijdens zijn werkzaamheden begon hij de gesproken taal te noteren in een kwitantieboek. Toen hij in de avonduren conciërge werd van de handelsavondschool kreeg hij ook het beheer over de opleidingsbibliotheek en daarmee toegang tot de vakliteratuur op zijn interessegebied 'de taalwetenschap'. Via mr. dr. Jan Smit (1884-1952) - een vooraanstaand Goudse amateurhistoricus - werd hij correspondent van de dialectencommissie van de Koninklijke Nederlandse Akademie van Wetenschappen (later ondergebracht in het Meertens Instituut). Het door hem verzamelde materiaal heeft hij na zijn pensionering verwerkt tot een standaardwerk over het Goudse dialect. Voor dit werk kreeg hij veel lof toegezwaaid vanuit wetenschappelijke kring. In 1965 werd hij hiervoor door prins Bernhard onderscheiden met een Zilveren Anjer. Het werk zelf verscheen in 1967, uitgegeven door de Oudheidkundige Kring "Die Goude" met financiële steun van de Stichting voor Zuiver Wetenschappelijk Onderzoek.
Lafeber trouwde op 10 april 1918 te Gouda met Maria Christina Muijs. Het echtpaar kreeg drie kinderen, o.a. Christina Lafeber, die in 1963 promoveerde op een studie over anorexia nervosa en als arts-psychiater publiceerde over opvoedings- en behandelingsmogelijkheden van autistische en symbiotische kinderen. Lafeber overleed begin 1972 op 78-jarige leeftijd in de Ichthus-kliniek te Capelle aan den IJssel.

## Publicatie
- 1967 Het dialect van Gouda (met medewerking van L.B. Korstanje)

## Varia
- In Gouda werd de Lafeberhof naar hem genoemd.

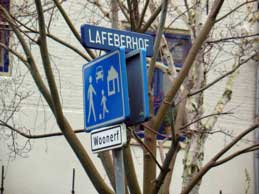
Lafeberhof te Gouda

- Digitale Bibliotheek voor de Nederlandse Letteren: lafe001
- Nederlandse Thesaurus van Auteursnamen: 071347828
- Virtual International Authority File: 288411222